# Hettstadt
Hettstadt là một đô thị ở huyện Würzburg bang Bayern, Đức.